# Wittgensdorf (Kreischa)

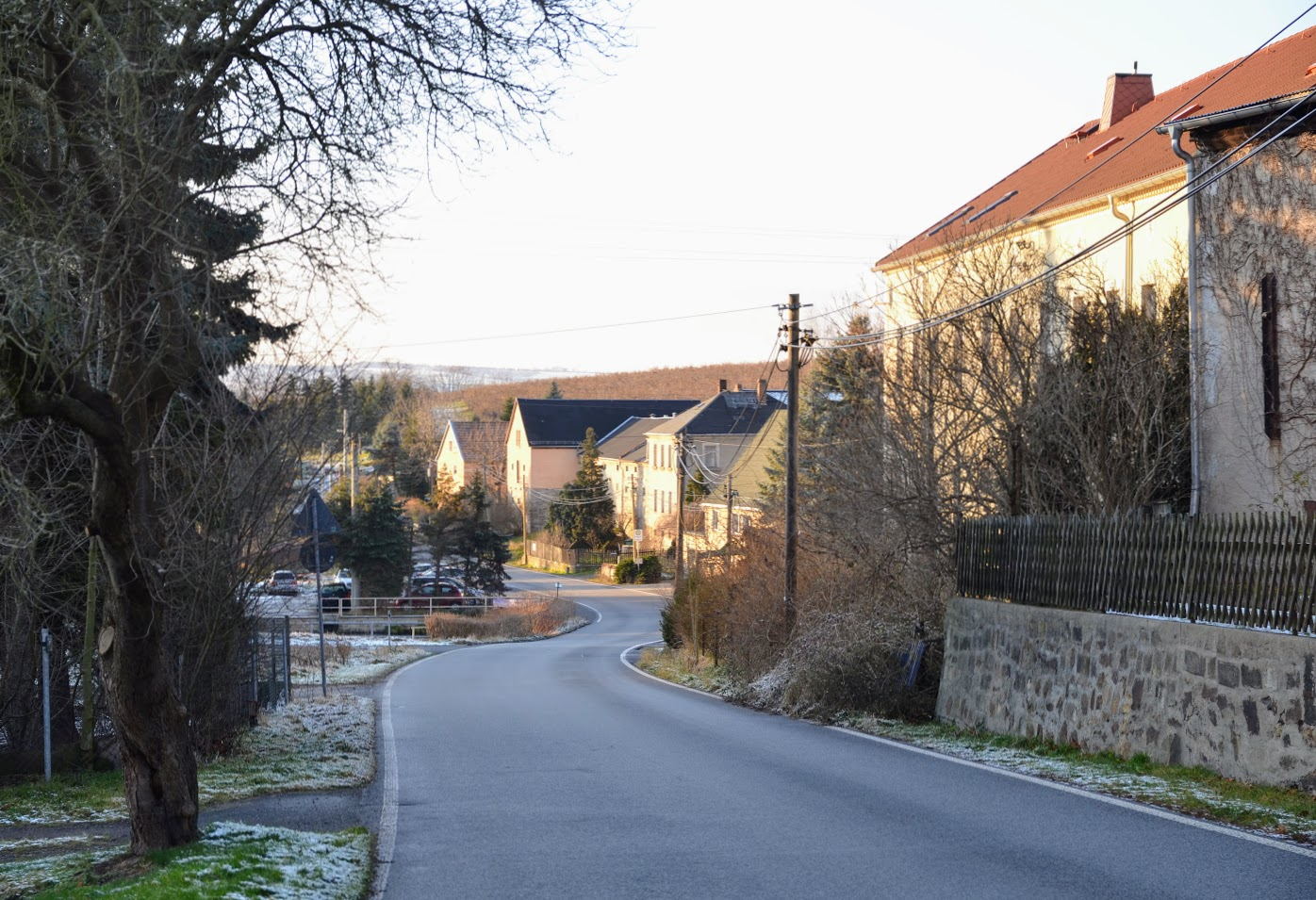
Blick aus östlicher Richtung auf Wittgensdorf

Blick vom Braunsberg bei Maxen auf den Landschaftsraum von Wittgensdorf. Obstplantagen mit Apfel- und Kirschbäumen umgeben das Dorf.

Wittgensdorf ist ein Ortsteil der sächsischen Gemeinde Kreischa im Landkreis Sächsische Schweiz-Osterzgebirge.

## Geografie
Wittgensdorf befindet sich südlich der Landeshauptstadt Dresden, südwestlich der Stadt Dohna und südöstlich von Kreischa.

### Nachbarorte
| Gombsen   | Neuborthen                                  | Gorknitz    |
| Saida     | Kompassrose, die auf Nachbargemeinden zeigt | Tronitz     |
| Lungkwitz | Maxen                                       | Schmorsdorf |

## Geschichte
Die erste urkundliche Erwähnung Wittgensdorfs stammt aus dem Jahr 1420. 1519 gehörte der Ort zur Pflege Dohna, ab 1696 zum Amt Pirna. Danach gehörte der Ort von 1856 bis 1875 zum Gerichtsamt Dippoldiswalde, dann zur gleichnamigen Amtshauptmannschaft. Am 1. Juli 1950 wurde Wittgensdorf als zweiter Ort nach Gombsen eingemeindet, Saida wurde 1939 eingemeindet. 1952 wurde Wittgensdorf Teil des Kreises Freital (später Landkreis). Zum 1. Januar 1974 erfolgte die Eingemeindung Gombsens nach Kreischa. Wittgensdorf wurde von Gombsen losgelöst und als eigener Ortsteil zu Kreischa hinzugefügt. Im Zuge der Landkreisreform in Sachsen 1994 wurde Kreischa mit seinen Ortsteilen Teil des aus den Landkreisen Freital und Dippoldiswalde neugebildeten Weißeritzkreises. Dieser wurde zum 1. August 2008 mit dem Landkreis Sächsische Schweiz zum Landkreis Sächsische Schweiz-Osterzgebirge vereinigt.

### Entwicklung der Einwohnerzahl
| Jahr | Einwohner                                |
| ---- | ---------------------------------------- |
| 1552 | 7 besessene Mann, 1 Häusler, 14 Inwohner |
| 1764 | 9 besessene Mann, 6 Häusler              |
| 1834 | 086                                      |
| 1871 | 101                                      |

| Jahr | Einwohner |
| ---- | --------- |
| 1890 | 106       |
| 1910 | 105       |
| 1925 | 107       |
| 1939 | 097       |
| 1946 | 176       |